# Агарак
Агара́к (арм. Ագարակ) — небольшой промышленный городок в Армении, в южной части Сюникской области.

## География
Агарак находится на границе с Ираном в 9 км к юго-западу от Мегри. Он расположен на левом берегу реки Аракс на небольшой равнине, с трёх сторон окруженной склонами Зангезурского хребта. Железнодорожная станция на недействующей и полуразрушенной ветке Ереван — Нахичевань — Горадиз.

## Этимология
В переводе с армянского слово "Агарак" означает «усадьба»

## История
Как отмечает «Гeогpaфичeско-стaтистичecкий cлoваpь Рoссийcкой Импepии»  село  Агарак по состоянию на 1861 год находилось в Ордубадском уезде Эриванской губернии. Село  было примечательно находившемимися там рудником и заводом. Согласно тому же изданию, в 1860 году в селе было произведено 500 пудов меди
Агарак в 1949 году был преобразован в военный поселок, с расчетом на использование ресурсов медно-молибденового рудника, а в 1954 году получил статус посёлка городского типа. Поселок в основном был застроен двухэтажными жилыми домами. Позже, с расширением медно-молибденового комбината к концу 1970-х годов, в поселке также были построены 3-х, 4-х и 5-ти этажные дома. Рабочих вместе с семьями привезли в поселок из близлежащих деревень, превратив Агарак в важный промышленный центр на юге Армянской ССР. В 1990-х годах получил статус города. Однако в результате административных реформ 2016 года Агарак был переведен из города в село, превратившись, таким образом, в сельское поселение.
С января 2025 года, впервые с момента обретения независимости, Армения взяла под свой контроль контрольно-пропускной пункт Агарак на границе с Ираном. До этого момента российские пограничники более трех десятилетий защищали границу Армении с Турцией и Ираном на основании договора от 1992 года.

## Население
По данным Кавказского календаря на 1912 год, в селе Акарак Зангезурского уезда Елизаветпольской губернии проживало 1013 человек, в основном армян.
Динамика населения показана в таблице.
| Год       | 1972 | 1979 | 2001 | 2009 | 2010 | 2011 | 2012 | 2013 | 2014 |
| Население | 3800 | 4073 | 4801 | 4872 | 4881 | 4908 | 4929 | 4443 | 4386 |

## Экономика
Агарак считается городом горняков, является центром цветной металлургии. В 1853 году было открыто медно-молибденовое месторождение, а в 1958 году в посёлке был открыт медно-молибденовый комбинат, который включает карьер и обогатительную фабрику. В 1989 году работа комбината прекратилась и была возобновлена только в 2000 году. В мае 2004 года американская компания Comsup Commodities купила 100 % акций закрытого акционерного общества за 600 тыс. долларов. В соответствии с договором покупатель обязался в течение двух лет с момента приватизации инвестировать в предприятие 3,5 млн дол. Средства должны были быть направлены на технологическую модернизацию и увеличение объёмов добычи руды. За первое полугодие в 2004 году комбинат произвёл продукции на 3,983 млрд драмов (+11,9 % к предыдущему году). Экспорт за этот период увеличился на 8,5 % и составил 1,771 млрд драмов. В настоящее время[когда?]

 комбинат обеспечивает работой около 1000 человек, то есть пятую часть всего населения города.
В городе находятся таможня — пункт Карчеван и приграничный рынок Армения — Иран.
30 ноября 2004 года в Агараке началось строительство армянского участка газопровода Иран — Армения.
Мэром города был Размик Мартиросян.

## Города-побратимы
- Солигорск[15]

## Галерея

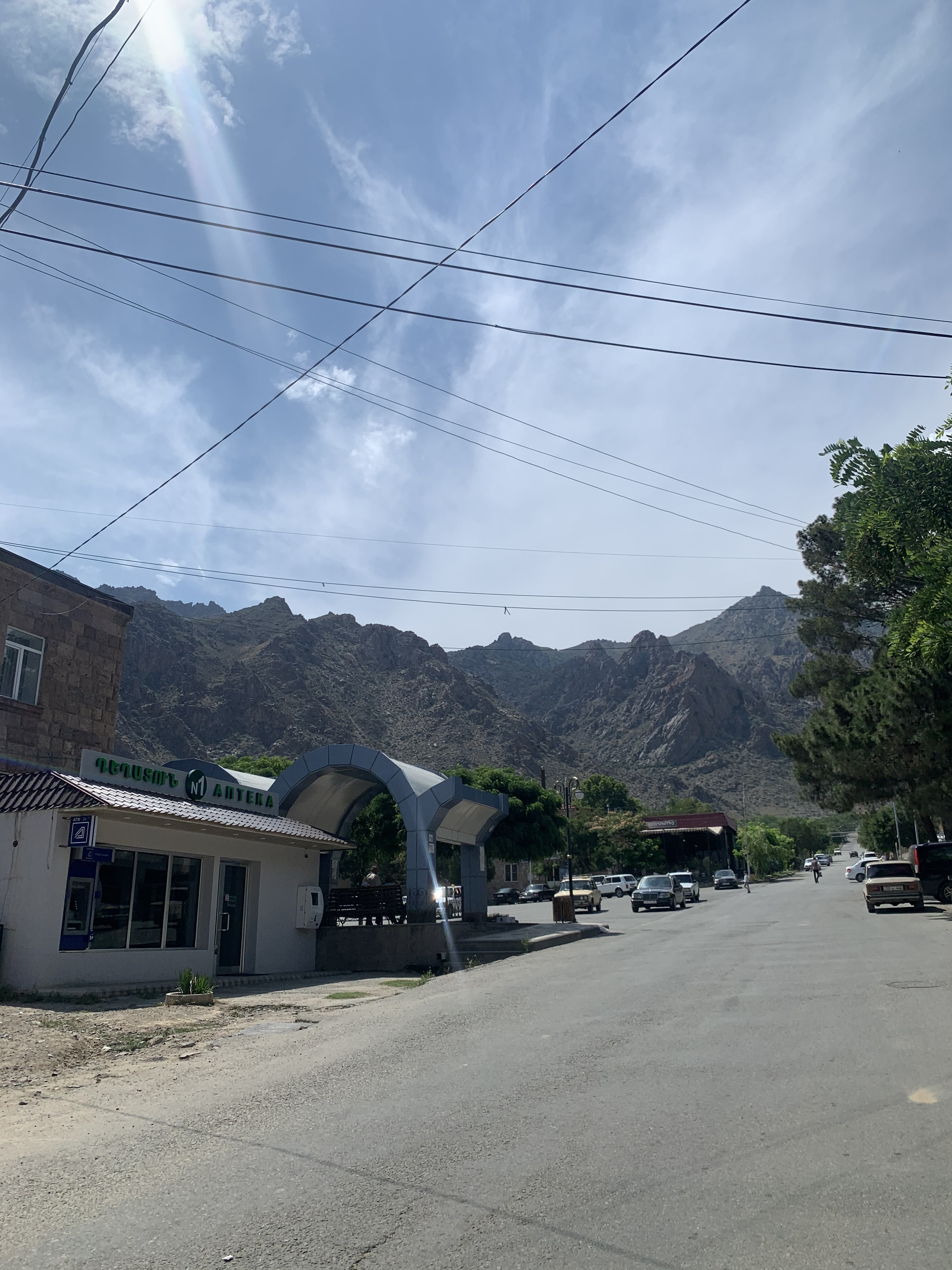
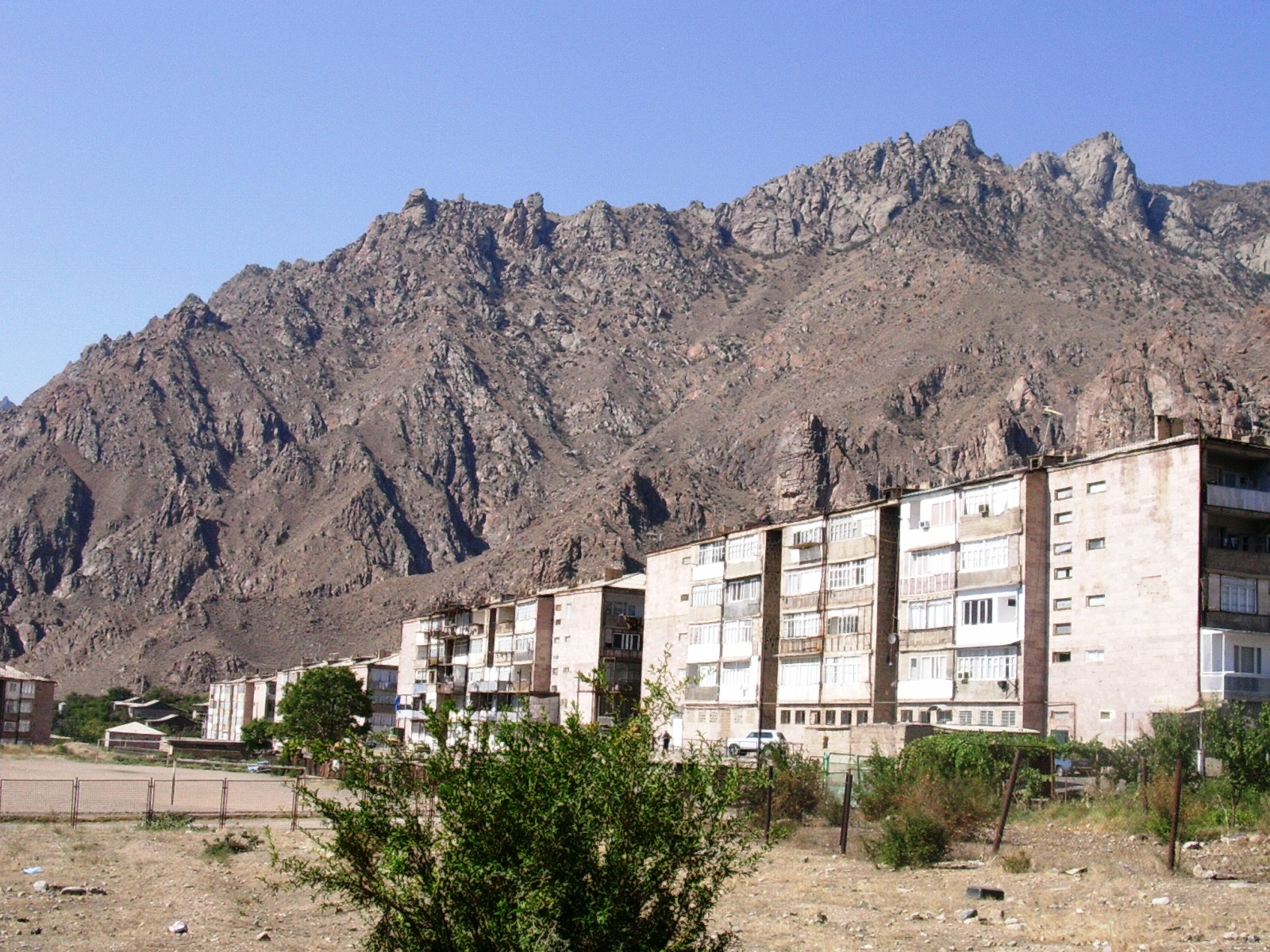
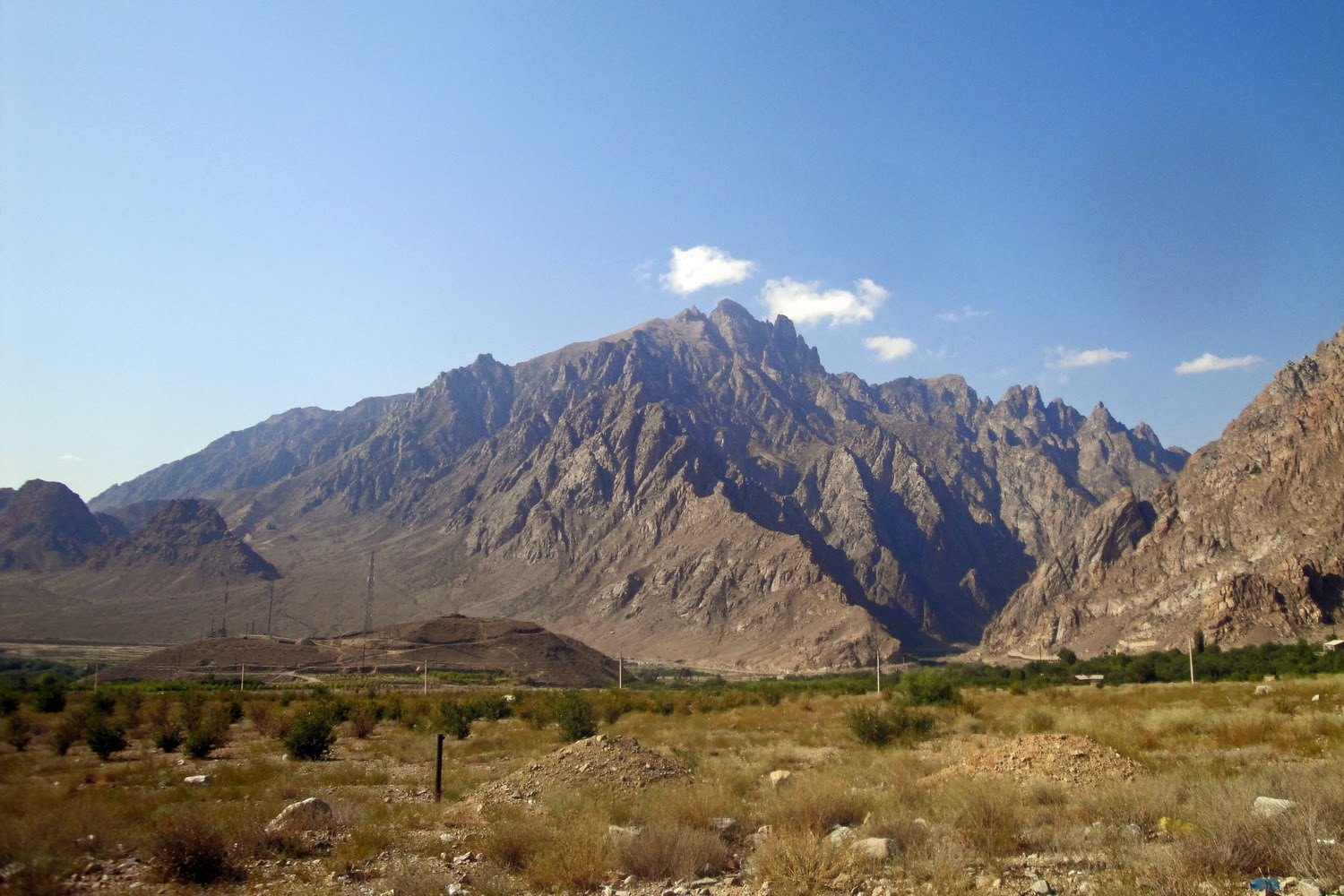
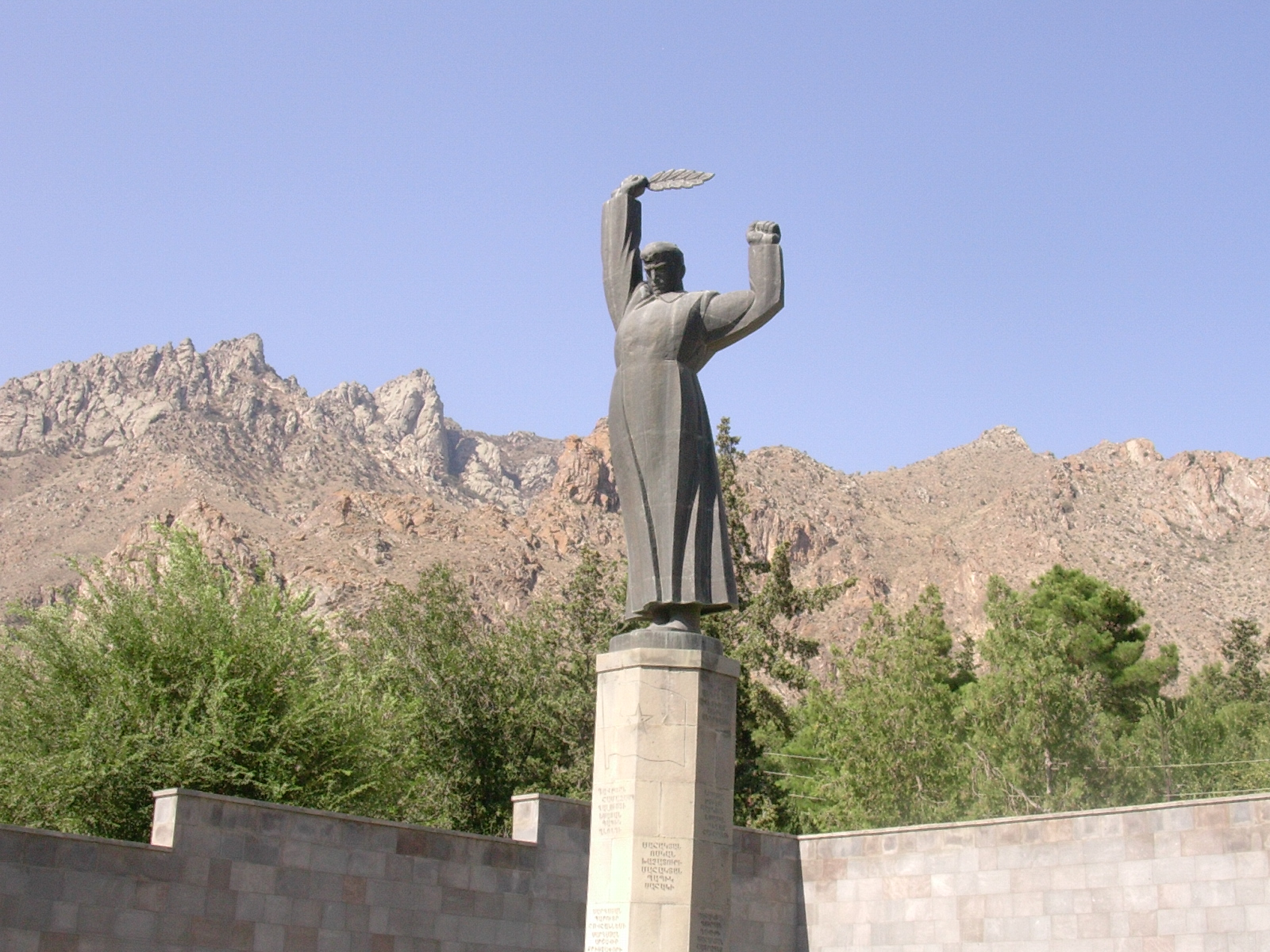
Мемориалы ВОВ
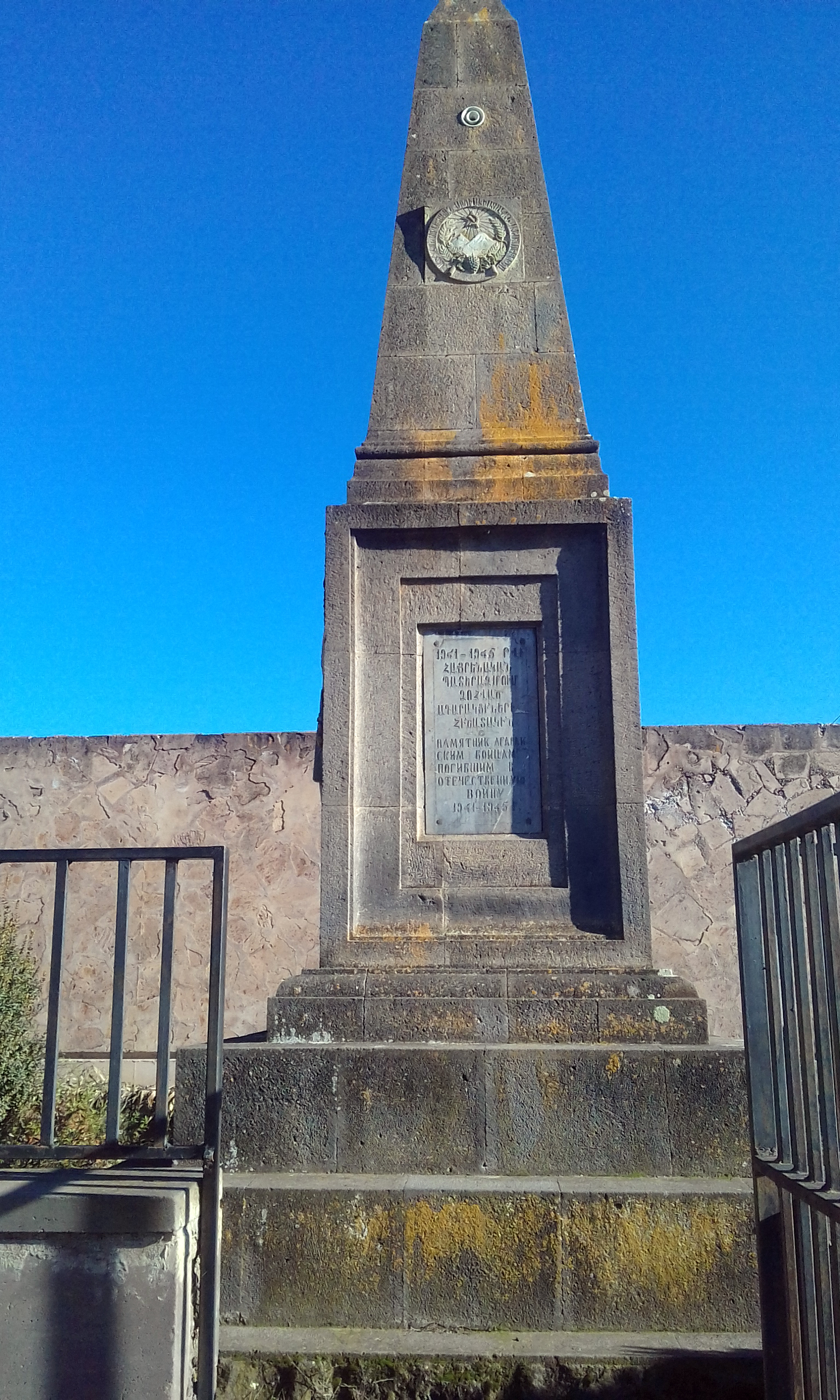